# Замок Дансендл
Замок Дансендл (англ. Dunsandle Castle, ірл. Caisleán Dunsandle) — один із замків Ірландії, розташований біля Ахенрі, в графстві Ґолвей. Збудований у XV столітті у 1460 році.

## Історія замку Дансендл
Замок Дунсендл описав Нолан Дж. П. як один із замків графства Ґолвей, що в 1574 році належав баронам Кінгстоун Ахенрі. Один із власників замку — Вілліг Осебег Дунсендл.
Вважається, що замок був збудований феодалами з клану Де Бурго (Бурка, Берк) з династії Берк у 1460 році. Довгий час був закинутий, руйнувався, був взятий під охорону республікою Ірландія, був реставрований під керівництвом архітектора Девіда Ньюмена Джонсона.
Замок Дансендл рясніє унікальними архітектурними особливостями, включаючи великий зал з своєрідним природним освітленням, по структурі незвичайним в ірландській архітектурі того періоду.
Також унікальним щодо замку Дансендл є технологія будівництва. Технологія, що була використана при його будівництві вперше була використана римлянами, але потім була забута, використовувалась ще в часи Каролінгів у Франції та в деяких романських спорудах Європи. В архітектурі замку наявні віртуозно побудовані перекриття (переважно еліптичні в поперечному розрізі). Для побудови таких перекриттів і куполів потрібно було володіти величезною майстерністю. Створення таких конструкцій привели до домінування реберного типу забудови, переважанням таких рішень щодо простору, які типові для готичної архітектури.
Крім забудови XV століття є споруди і прибудови XVIII століття, зокрема так званий «Льодовий Дім». Замок оточений лісом, що в Ірландії трапляється не часто.